# Faninpass

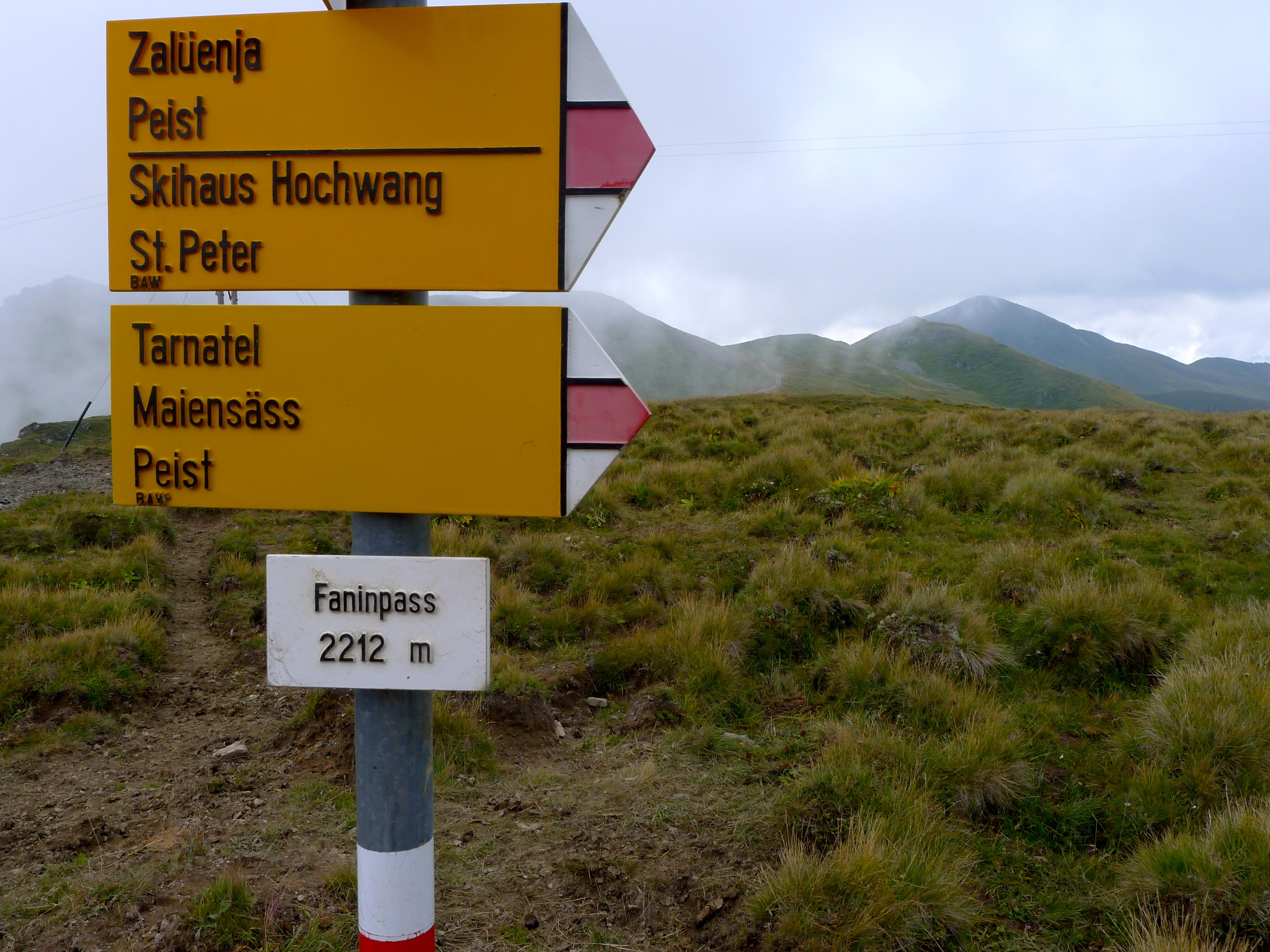
Faninpass, Wegweiser auf der Passhöhe

Der Faninpass ist ein Pass für Fussgänger auf 2212 m ü. M. im Kanton Graubünden in der Schweiz.

## Geografie
Der Faninpass verbindet wie der Durannapass, Luftlinie sieben Kilometer weiter östlich, die Bündner Talschaften Schanfigg und Prättigau. Er wird von Wanderern und Bikern häufig genutzt. Talorte sind Peist auf der Seite Schanfigg sowie Furna auf der Seite Prättigau. Der Kulminationspunkt des Faninpasses liegt knapp auf Gebiet der Gemeinde Jenaz und somit im Prättigau. Oft wird der Faninpass in Kombination mit der nahen, geringfügig höheren Arflinafurgga auf 2246 m ü. M. überquert. In diesem Fall führt der Weg von der Arflinafurgga über die Fideriser Heuberge, ein kleines Tourismusgebiet mit Berghaus und privatem Busbetrieb, hinab nach Fideris im Prättigau.

## Moorlandschaft

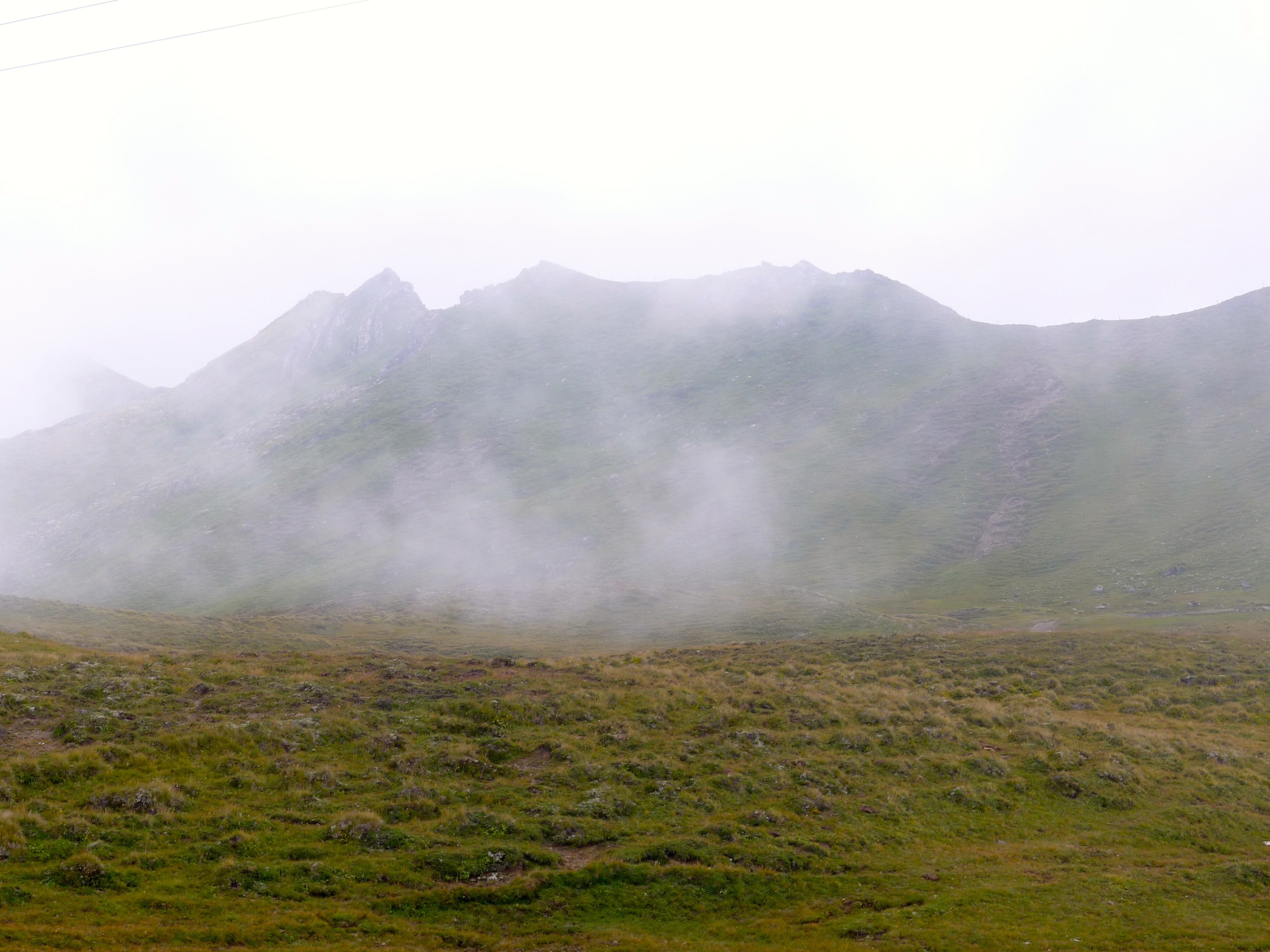
Gebiet in der Nähe der Passhöhe

Die ausgedehnten Moorgebiete um den Pass sind auf der Schweizer Landeskarte eingezeichnet. Seit 1996 stehen sie auf der «Liste der Moorlandschaften von besonderer Schönheit und von nationaler Bedeutung» der Schweizerischen Eidgenossenschaft und sind damit national geschützt.